# ألفين سنو
ألفين سنو (بالإنجليزية: Alvin Snow)‏ مواليد 30 أكتوبر 1981 في رينتون، هو لاعب كرة سلة أمريكي. بدأ مسيرته الاحترافية في سنة 2004.

## المسيرة الاحترافية
لعب مع تي بي بي ترير في الدوري الألماني في موسم 2006–2007، ثم لعب مع نادي كارشياكا لكرة السلة في سنة 2007، ثم لعب مع نادي دومدجالي لكرة السلة من سنة 2008 إلى 2010، ثم لعب مع طرابزون سبور لكرة السلة في الدوري التركي في موسم 2010–2011.

## روابط خارجية
- ألفين سنو على موقع كرة السلة الأوروبية.كوم (الإنجليزية)
- ألفين سنو على موقع كلية كرة السلة في سبورتس رفرنس.كوم (الإنجليزية)
- ألفين سنو على موقع ريلجم (الإنجليزية)
- ألفين سنو على موقع بروبوليرز (الإنجليزية)